# Наумик, Сергей Константинович
Сергей Константинович Наумик (род. 8 октября 1985) – казахстанский биатлонист, мастер спорта Республики Казахстан международного класса. Завершил карьеру в сезоне 2014/15

## Карьера
С.К. Наумик занимается биатлоном с 2002 года. Его тренирует риддерский тренер М.В. Дудченко.
На Азиаде-2007 в китайском городе Чанчунь в составе казахстанской команды завоевал "бронзу" в эстафете.